# 馬爾庫斯·阿尼烏斯·維魯斯 (民選官)
馬爾庫斯·阿尼烏斯·維魯斯（Marcus Annius Verus，約124年逝）是羅馬帝國皇帝馬可·奧理略的父親。他在皇帝哈德良在位期間擔任羅馬民選官。

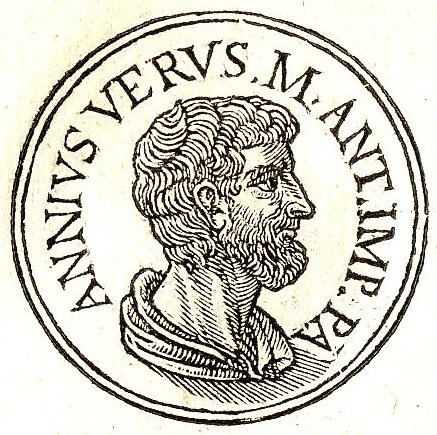
馬爾庫斯·阿尼烏斯·維魯斯

他是同名父親與盧庇莉婭·福斯蒂娜的兒子，他的妹妹大福斯蒂娜嫁給了日後的皇帝安敦寧·畢尤。他與多米提雅·露西拉結婚，他們有一子一女：馬可·奧理略和安妮亞·科妮菲希亞·福斯蒂娜。